# Sempervivum fauconnettii
Sempervivum fauconnettii är en fetbladsväxtart som beskrevs av Reuter. Sempervivum fauconnettii ingår i släktet taklökar, och familjen fetbladsväxter. Inga underarter finns listade i Catalogue of Life.